# 스기야마 데쓰
스기야마 데쓰(일본어: 杉山 哲, 1981년 6월 26일 ~ )는 일본의 전 축구 선수이다.

## 구단 경력
그는 2004년부터 2017년까지 J리그의 가시마 앤틀러스, 홋카이도 콘사돌레 삿포로에서 활동하였다.